# Hexatoma (Eriocera) dayana
Hexatoma (Eriocera) dayana is een tweevleugelige uit de familie steltmuggen (Limoniidae). De soort komt voor in het Nearctisch gebied.